# Kënga Magjike
Il Kënga Magjike (dall'albanese: Canzone magica) è un festival musicale albanese nato nel 1999 e organizzato dall'emittente TV Klan a partire dal 2006.
L'evento si tiene ogni anno nel mese di dicembre a Tirana, fatta eccezione per l'edizione 2004, ospitata da Pristina, capitale del Kosovo.

## Storia
Il festival nacque da un'idea di Ardit Gjebrea, ispirato dal più antico Festivali i Këngës. L'organizzazione dell'evento è spettata a diverse emittenti tra cui RTSH, TVA, RTV NRG, RTV21, RTK e infine TV Klan.

## Edizioni
| Anno | Luogo                         | Vincitore/i                   | Canzone                     |
| ---- | ----------------------------- | ----------------------------- | --------------------------- |
| 1999 | Palazzo dei congressi, Tirana | Elsa Lila                     | Vetëm një fjalë             |
| 2000 | Palazzo dei congressi, Tirana | Irma & Eranda Libohova        | Një mijë ëndrra             |
| 2001 | Palazzo dei congressi, Tirana | Rovena Dilo & Pirro Çako      | Për një çast më ndali zemra |
| 2002 | Palazzo dei congressi, Tirana | Mira Konçi                    | E pathëna fjalë             |
| 2003 | Palazzo dei congressi, Tirana | Ema Bytyçi                    | Ku je ty                    |
| 2004 | Tetori Auditorium, Pristina   | Irma Libohova                 | Prapë tek ti do të vij      |
| 2005 | Palazzo dei congressi, Tirana | Genta Ismajli                 | Nuk dua tjetër              |
| 2006 | Palazzo dei congressi, Tirana | Armend Rexhepagiqi            | Kur dashuria vdes           |
| 2007 | Palazzo dei congressi, Tirana | Aurela Gaçe                   | Hape veten                  |
| 2008 | Palazzo dei congressi, Tirana | Jonida Maliqi                 | Njëri nga ata               |
| 2009 | Palazzo dei congressi, Tirana | Eliza Hoxha & Rosela Gjylbegu | Rruga e zemrës              |
| 2010 | Palazzo dei congressi, Tirana | Juliana Pasha & Luiz Ejlli    | Sa e shite zemren?          |
| 2011 | Palazzo dei congressi, Tirana | Redon Makashi                 | Më lër të Fle               |
| 2012 | Palazzo dei congressi, Tirana | Alban Skenderaj               | Rrefuzoj                    |
| 2013 | Palazzo dei congressi, Tirana | Besa                          | Tatuazh në zemër            |
| 2014 | Palazzo dei congressi, Tirana | Aurela Gaçe & Young Zerka     | Pa Kontroll                 |
| 2015 | Palazzo dei congressi, Tirana | Aurela Gaçe                   | Akoma jo                    |
| 2016 | Palazzo dei congressi, Tirana | Rozana Radi                   | Ma thuaj ti                 |
| 2017 | Palazzo dei congressi, Tirana | Anxhela Peristeri             | E cmendur                   |
| 2018 | Palazzo dei congressi, Tirana | Flori Mumajesi                | Plas                        |
| 2019 | Palazzo dei congressi, Tirana | Eneda Tarifa                  | Ma zgjat dorën              |
| 2020 | Festival rimandato            | Festival rimandato            | Festival rimandato          |
| 2021 | Palazzo dei congressi, Tirana | Alban Ramosaj                 | Thikat e mia                |
| 2022 | Palazzo dei congressi, Tirana | Marsela Çibukaj               | I paftuar                   |
| 2023 | Festival rimandato            | Festival rimandato            | Festival rimandato          |
| 2024 | Palazzo dei congressi, Tirana | Rozana Radi & Sany Dimitri    | Akoma                       |